# Свечин, Иван Николаевич
Иван Николаевич Свечин (12 февраля 1863 — 17 марта 1930 н.ст.) — генерал-лейтенант, и. д. Тифлисского губернатора, губернатор Ставропольской губернии, Военный губернатор Приморской области и наказной атаман Уссурийского казачьего войска

## Биография
Родился в Москве в дворянской семье, сын тайного советника Н. И. Свечина. Православный.
В 1885 году окончил частное реальное училище Воскресенского и Николаевского кавалерийских училищ и выпущен корнетом в лейб-гвардии Гусарский полк.
С 1892 по 1897 год — полковник, командир Кавалерийского эскадрона, откуда был назначен адъютантом командующего войсками Кавказского военного округа.
В 1899—1905 годах исполнял должность Тифлисского губернатора.
В 1904 году присвоено звание генерал-майора по гвардейской кавалерии.
С 13 октября 1905 года по 31 января 1906 года — губернатор Ставропольской губернии, затем был причислен к Министерству внутренних дел России.

### Губернатор Приморской области
После отставки В. Е. Флуга был назначен военным губернатором Приморской области и приступил к исполнению обязанностей 23 января 1910 года, одновременно являясь и наказным атаманом Уссурийского казачьего войска.
Под патронатом И. Н. Свечина в 1910 году военным инженером генерал-лейтенантом А. П. Вернардером разрабатывается новый план усиления обороноспособности Владивостокской крепости.
И. Н. Свечин немало сделал для укрепления Сибирской флотилии и Доброфлота. С завершением строительства в 1909 году нового механического цеха, началось его техническое оснащение. Военному губернатору удалось решить вопрос о сокращении на один день рабочей недели судоремонтников, что во многом способствовало закреплению рабочих кадров.
Дальнейшее развитие получила научная и культурная жизнь Приморья. В эти годы закончил исследования Сихотэ-Алиня В. К. Арсеньев, итогом которых стал опубликованный в 1912 году «Краткий военно-географический и военно-статистический очерк Уссурийского края 1901–1911 гг.» — первая комплексная сводка данных о природе и людях этого региона.
В апреле 1910 года царским правительством подписан Закон об изъятии у казаков части земель, в том числе и плодородных, которые ими не обрабатывались, и сдавались их в аренду безземельным крестьянам. Чуть ранее на государственном уровне была отменена система «порто-франко» и по понятным причинам на русско-китайской границе стала «процветать» контрабанда, а казаки, недовольные принятыми решениями, фактически устранились от охраны государственной границы. Военному губернатору И. Н. Свечину пришлось неоднократно встречаться с представителями китайской стороны в целях урегулирования положения дел. Во время одной из таких поездок он получил тяжелое увечье и вынужден был подать прошение об отставке.

### 1911—1930 года
28 января 1911 года был отозван в распоряжение Министерства внутренних дел России, продолжая числиться по Уссурийскому казачьему войску. В 1913 году получил звание генерал-лейтенанта.
С февраля 1915 года — главный инспектор лечебных заведений по Петрограду.
В мае 1917 года уволен со службы по состоянию здоровья и эмигрировал во Францию.
Скончался 17 марта 1930 года в Марселе (Франция), похоронен на местном кладбище.

## Награды
- Орден Святого Станислава 3-й степени (1890);
- Орден Святой Анны 3-й степени (1894);
- Орден Святого Станислава 2-й степени (1896);
- Орден Святой Анны 2-й степени (1899);
- Орден Святого Владимира 4-й степени (1901);
- Орден Святого Владимира 3-й степени (1910);
- Орден Святого Станислава 1-й степени (1917).

## Память
В честь И. Н. Свечина было названо село Свечино в Грузии и село Свечино в Хабаровском крае.